# Tympanocompus erectistylus
Tympanocompus erectistylus är en insektsart som först beskrevs av Karsch 1896.  Tympanocompus erectistylus ingår i släktet Tympanocompus och familjen vårtbitare. Inga underarter finns listade i Catalogue of Life.